# Костиріна Тетяна Гнатівна
Тетяна Гнатівна Костиріна (рос. Татьяна Игнатовна Костырина; 1924, Кропоткін, Краснодарський край — 22 листопада 1943, Керч) — Герой Радянського Союзу, снайпер, молодший сержант.

## Біографія
Народилася в сім'ї селянина. Закінчила 8 класів. З 1942 року в Червоній Армії, закінчила курси снайперів. На рахунку — 120 знищених солдатів і офіцерів противника.

### Німецько-радянська війна
З серпня 1942 року — в діючій армії. Снайпер 691-го стрілецького полку (383-а стрілецька дивізія, Окрема Приморська армія) молодший сержант Т. І. Костиріна в боях за визволення Кубані і Криму знищила 120 солдатів і офіцерів противника. 22 листопада 1943 року в бою за селище Аджимушкай (нині селище Партизани в межах міста Керч) замінила вибулого з ладу командира батальйону і підняла бійців в атаку. Загинула в цьому бою. 16 травня 1944 року за мужність і військову доблесть, проявлені в боях з ворогами, їй посмертно було присвоєно звання Героя Радянського Союзу.
Похована в Аджимушкаї. Перепоховали на військовому кладовищі в місті Керч.

## Пам'ять
Її ім'я носять село в Ленінському районі Криму, де встановлено бюст Героїні, а також вулиці в Керчі і Кропоткіні.

## Нагороди
16 травня 1944 року за мужність і військову доблесть, проявлені в боях з ворогами, їй посмертно було присвоєно звання Героя Радянського Союзу.

### Представлення до нагороди
Тов. Костиріна — відмінний снайпер, на своєму бойовому рахунку має 120 знищених ворожих солдатів і офіцерів. Улюблениця батальйону і полку. У бою за висоту 104,3, проявляючи стійкість і відвагу, перша піднялася в атаку, за нею рота і батальйон, в результаті чого висота була взята.
У бою за населений пункт Аджи — Мушкай Керченського району тов. Костиріна першою піднялася в атаку, захоплюючи за собою бійців батальйону, і населений пункт був узятий батальйоном. У цьому бою тов. Костиріна знищила влучною стрільбою зі своєї гвинтівки ще 15 німців.
Будучи поранена, не залишила поля бою, полум'яними словами закликала бійців мстити фашистським загарбникам. Бійці, очолювані Костиріною, ламаючи опір ворога, йшли вперед.
У цьому бою товариш Костиріна загинула смертю хоробрих, як герой.
В даний час ім'я Тетяни Костирін гримить в усьому полку і дивізії як героїні і славної захисниці Батьківщини.
Представляю тов. Костиріну до вищої урядової нагороди — звання «Герой Радянського Союзу» посмертно — Командир 691-го стрілецького полку Підполковник Руцинський. 22.11.1943 р
Гідна звання «Герой Радянського Союзу» — командир 383-ї стрілецької дивізії Генерал — майор Горбачов. 24.11.1943 р